# Acrotaeniostola quadrifasciata
Acrotaeniostola quadrifasciata es una especie de insecto del género Acrotaeniostola de la familia Tephritidae del orden Diptera.

## Historia
Enderlein la describió científicamente por primera vez en el año 1911.